# Mucha Lucha
Mucha Lucha! (originaltitel: Mucha Lucha!) er en mexicansk-canadisk-amerikansk animeret tv-serie skabt af Eddie Mort og Lili Chin som produceret af tosse! Animation, Bardel Entertainment, Kollideaskop, Television, og Warner Bros, Animation, Serien sendes først kanalen Kids WB!, Teletoon, og Canal 5, mellem 2002 og 2005 samt i Cartoon Network.

## Danske Stemmer
- Rikochet: Sebastian Jessen
- Buena Pige: Sara Poulsen
- Loppen: Vibeke Dueholm
- Annette Heick
- Christian Damsgaard
- Lars Thiesgaard
- Pauline Rehné
- Peter Røschke
- Puk Scharbau